# Z neznámých důvodů
Z neznámých důvodů (v anglickém originále Improbable Cause; v původním českém překladu Nepravděpodobné důvody) je v pořadí dvacátá epizoda třetí sezóny seriálu Star Trek: Stanice Deep Space Nine. Jejím přímým pokračováním je následující epizoda „Kostky jsou vrženy“.
Garakův krejčovský obchod exploduje a Odo rozbíhá vyšetřování, které ho zavede do nečekaných událostí.

## Příběh
Když Garakův obchod exploduje, Odo zjistí, že byl zničen bombou, která byla nastavena tak, aby to vypadalo jako nehoda. Najde také podezřelého jménem Retaya, ale ještě předtím, než jej může zadržet, je Retaya zabit výbuchem vlastní lodi.
Odo pátrá v případu dále a zjišťuje, že za ním stáli Romulané. Pravděpodobně najali Retayu a potom jej také zabili, aby zakryli stopy. Po dalším zkoumání však najde informace, že se jedná o mnohem složitější věc, než jen o pouhý pokus zabít Garaka. Zdá se, že Romulané plánují invazi do Cardassie a několik členů Obsidiánského řádu, cardassijské tajné služby, bylo prakticky současně zabito při záhadných nehodách.
Odo se snaží dostat z Garaka přiznání, že si sám vyhodil do povětří svůj obchod, aby tak konstábl začal s vyšetřováním. Všichni mrtví Cardassiané z Řádu totiž byli blízkými spolupracovníky Enabrana Taina, Garakova mentora. Když jsou nyní všichni mrtví, může být Tain v nebezpečí. Odo se s Garakem tedy vydá jej hledat.
Na cestě jsou zadrženi romulanským válečným ptákem, na jehož palubě ale také najdou Taina. Ten jim poví, že nařídil vraždy svých bývalých spolupracovníků, ostatních členů Řádu včetně Garaka. Čistí si tak svou vlastní historii, aby mohl zahájit útok. Romulanská tajná služba Tal Shiar se spojila s Obsidiánským řádem a společně plánují zaútočit na Tvůrce v Gamma kvadrantu. Jakmile bude Dominion poražen a bude tak zažehnána hrozba, Tain převezme kontrolu nad Obsidiánským řádem. Protože jeho pokus zabít Garaka nebyl úspěšný (krejčí si vyhodil do vzduchu vlastní obchod, protože na stanici spatřil Retayu a spojil si ho s Tainem a hrozbou pro svoji vlastní osobu), nabídne mu spolupráci. Odo je zmatený, když krejčí okamžitě souhlasí.

## Zajímavosti
- Enabran Tain, bývalý šéf Obsidiánského řádu, vytvořil tajnou alianci s Tal Shiarem, aby spolu provedli první úder proti Dominionu. Cardassijské Ústřední velení ani romulanská vláda o tomto plánu nemají ani ponětí.
- V této epizodě poprvé vystoupí Tainova hospodyně Mila.